# Hanzinelle
Hanzinelle (en wallon Anzinèl) est une section de la commune belge de Florennes située en Région wallonne dans la province de Namur.
C'était une commune à part entière avant la fusion des communes de 1977.

## Géographie
Le village, arrosé par la Thyria, est borné au nord et à l'ouest par Hanzinne ; à l’est par Biesme ; au sud par Morialmé. Les écarts sont Donveau, Ry-Massart, La Redoute, Philippe II, Bévernelle et le Moulin.

## Évolution démographique
- Source: DGS, 1831 à 1970=recensements population, 1976= habitants au 31 décembre

## Histoire
La première mention de ce village date de 1148. En 1231, il était la propriété du chapitre Saint-Lambert de Liège ; il le reste jusqu’à la fin de l’Ancien Régime tandis que seigneur de Morialmé en est l’avoué.
Dès la fin du XIIIe siècle, on signale déjà l’existence de forges qui ont perduré jusqu’à la fin du XIXe siècle. À cette époque, la population vit de l’extraction des carrières et de la fabrication de tuyaux et de tuiles. Par la suite, l’agriculture est restée la seule activité locale.
En 1830, la commune compte 578 habitants, répartis dans trois fermes et 125 maisons. On y voit deux hauts-fourneaux (l’un chôme depuis une quinzaine d’années[Quand ?]), un bocard (machine à broyer les minerais) et un moulin à farine. Un grand nombre d’habitants est employé à l’extraction du fer et à son exploitation.
Hanzinelle fut l'une des communes où eut lieu un vol pour lequel la bande Noire fut jugée en 1862.
C'est à Hanzinelle que furent signés en 1978 les premiers accords — première intervention publique dans ce domaine — visant à restructurer la sidérurgie wallonne. Ils finirent par déboucher sur l'unification de celle de Charleroi et de Liège qui prit le nom de Cockerill-Sambre, entreprise qui fut ensuite rachetée par Usinor qui devint lui-même Arcelor et vient[Quand ?] de s'entendre avec Mittal Steel Company.

## Patrimoine et folklore

### Patrimoine architectural
- Il existe trois gentilhommières dans le village : celle de François Pochet, maître de forges à Walcourt puis à Hanzinelle, décédé en 1708 et inhumé dans l’église. c’est le château Francq, un manoir traditionnel construit en 1681; la deuxième, dite château du Ry Massart, construite en 1763 par Jean-Baptiste Chermanne pour Joseph Puissant, maître de forges, et enfin, le château du Donveau, érigé en 1854 par Lucien Poncelet et qui servit de brasserie jusqu’en 1912 ; depuis 1945, ce bâtiment abrite la Communauté éducative Pierre Harmignie[3],[4].
- Eglise Saint-Christophe. Edifice de style néo-gothique construit en 1899 et 1901 par l'architecte Van Riel à l'emplacement de l'ancienne église qui se trouvait dans le cimetière désinfecté à l'ouest du village[5].
  - Devant l’église se dresse une belle sculpture de saint Christophe, portant l’Enfant-Jésus sur ses épaules, comme le veut la légende; non loin de là se dresse une antique et massive fontaine en pierre.
- Ancienne maison communale. Construite en 1847 en style néo-classique[6].
- Sur la place, se trouve deux pompes semblables en calcaire de la 2e moitié du XIXe siècle[6].
- Château de Hanzinelle. Construit par Joseph Puissant maître de forges locales en 1763[6].

### Folklore
- Hanzinelle voit défiler dans ses rues, tous les derniers dimanche de juillet, la marche Saint Christophe. Cette marche fait partie des marches folkloriques de l'Entre Sambre-Et-Meuse et en est une ambassadrice typique avec son mélange entre les uniformes dit du 2e Empire, et les uniformes du 1er Empire. Les temps forts de cette procession sont le bataillon carré sur la Place d'Hanzinelle qui est une immense étendue herbeuse et la rentrée de la procession qui se déroule peu avant en l'église Saint Christophe.

## Personnalité liée à la commune
- Jean-Baptiste Chermanne (né à Hanzinelle en 1704 et mort à Thuin en 1770), est un architecte français, une des grands figures du village, qui réalisa entre autres les églises de Laneffe et de Florennes; il travailla également à la finition de la cathédrale Saint-Aubain à Namur.